# Cúp bóng đá quốc gia Quần đảo Cayman 2014–15
Kết quả của Cúp bóng đá quốc gia Quần đảo Cayman 2014–15

## Lịch thi đấu

### Vòng Một
Sunset          0-2 Cayman Brac     
Future          0-1 Academy         
[Mar 8]
George Town     3-1 East End        
[Mar 10]
Scholars        1-2 Bodden Town     
[Mar 11]
Elite          11-2 Savannah Tigers 
Latinos         4-6 Cayman Athletic 
Roma United     bye North Side

### Tứ kết
| 11 tháng 4 năm 2015 | Cayman Athletic | 4–0    | Cayman Brac | George Town                                |  |
|                     |                 | Report |             | Sân vận động: Truman Bodden Sports Complex |  |

| 12 tháng 4 năm 2015 | North Side | 1–3    | Elite SC | North Side                          |  |
|                     |            | Report |          | Sân vận động: North Side Town Field |  |

| 12 tháng 4 năm 2015 | Future | 0–5    | Bodden Town | West Bay                          |  |
|                     |        | Report |             | Sân vận động: West Bay Town Field |  |

| 12 tháng 4 năm 2015 | Roma United | 1–3    | George Town | George Town                                |  |
|                     |             | Report |             | Sân vận động: Truman Bodden Sports Complex |  |

### Bán kết
| 26 tháng 4 năm 2015 | Bodden Town | 0–2    | Cayman Athletic | Bodden Town                       |  |
|                     |             | Report |                 | Sân vận động: Bodden Town Stadium |  |

| 26 tháng 4 năm 2015 | George Town | 2–3    | Elite | George Town                                |  |
|                     |             | Report |       | Sân vận động: Truman Bodden Sports Complex |  |

### Chung kết
| 31 tháng 5 năm 2015 | Cayman Athletic | 3–2    | Elite | George Town                                |  |
|                     |                 | Report |       | Sân vận động: Truman Bodden Sports Complex |  |